# Velebit (hegység)
A Velebit (olaszul: Montagna della Morlacca, latinul: Mons Baebius) a legnagyobb, ugyanakkor nem a legmagasabb hegylánc Horvátországban. Legmagasabb csúcsa, a Vaganski Vrh 1757 méter magas. A Velebit a Dinári-hegység leghosszabban elnyúló részét képezi, elválasztva az Adriai-tenger partját az ország belsejében fekvő Likától.

## Nevének eredete
A hegység nevének eredete a görög nyelvre megy vissza. Valószínűleg a görög „elivatosz” (magas, meredek) melléknévből ered, melyet a szlávok ősei átvettek és saját nyelvükre formáltak.

## Fekvése
A Velebit északnyugaton Zengg közelében, a Vratnik-hágónál kezdődik, és 145 kilométerrel délkeletre Dalmáciában, a Zrmanja folyó torkolatához és Kninhez közel végződik. A belső, szárazföld felőli oldalon a Gacka- és Lika-mezők határolják a Gacka, a Lika és az Otuča folyókkal. A Velebit-hegység keresztirányú szélessége északon 30 km-től délkeletre körülbelül tíz kilométerig terjed. Bár a Velebitet hagyományosan hegynek nevezik, valójában egy hatalmas, összetett szerkezetű hegység, amely több részből, kisebb-nagyobb hegyvidékekből és különböző jellemzőkkel rendelkező területekből áll. A Velebit délnyugati, tengerparti lejtőji többnyire sziklás csupasz karsztból áll, a Lika felé eső, belső lejtői többnyire erdősek.

## Leírása
A horvát néphagyomány szerint a Velebit hasonlóan a görög az Olümposzhoz nemzeti természeti szimbólum. A hegy jelentős akadályt jelent az Észak- és Dél-Horvátország közötti összeköttetésben. Legfontosabb hágói, amelyeken a hegységet átszelő utak épültek a Vratnik (698 m), az Oštarijska vrata (928 m, Gospić és Karlobag között), valamint a Prezid (766 m,  Gračac és Obrovac között). A Velebiten átívelő modern közúti kapcsolat csak 2003-ban valósult meg az az A1-es autópálya Sveti Rok alagútjának megnyitásával. A Velebit lábánál a part mentén halad az Adriai főút, amelyet ezen a részen a kanyarok nagy száma és az bora erős szele miatt a tél folyamán sokszor le kell zárni.

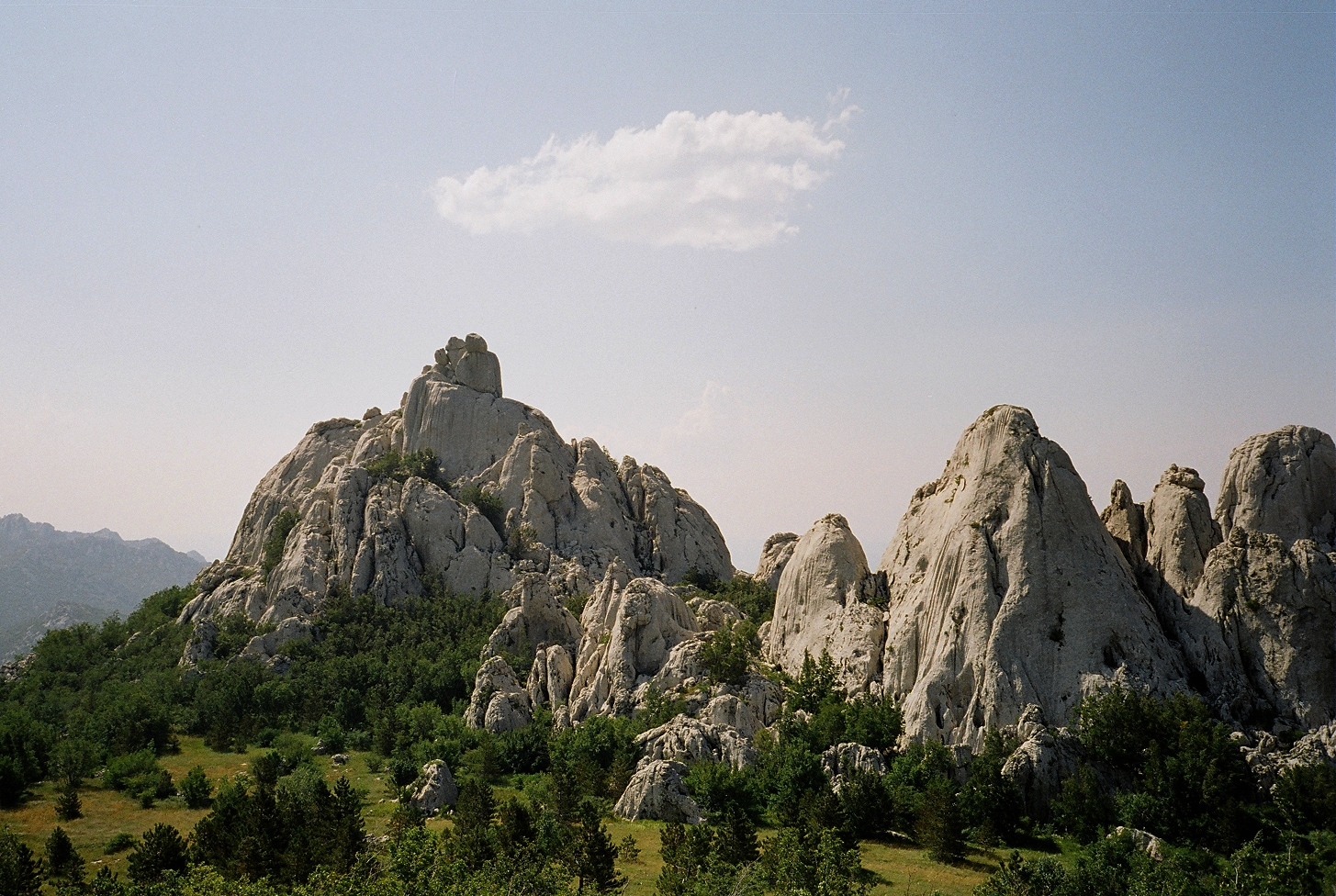
Paklenica Nemzeti Park

A szakirodalomban a Velebit leggyakrabban négy vagy öt nagy hegyvidéki területre oszlik. Az ilyen felosztás az egyes Velebit-részek földrajzi, morfológiai, domborzati és biológiai sajátosságain alapszik. Az elválasztó vonalak a hágók mentén haladnak, amelyek összekötik a belső területeket a tengerparttal.
- Az Északi-Velebit a Vratnik és Veliki Alan hágók között mintegy 30 km hosszúságban terül el. Legnagyobb szélessége a 30 kilométert is eléri (itt a Velebit a legszélesebb). Legmagasabb csúcsa a Mali Rajinac (1699 m).

- A Középső-Velebit a Veliki Alan és Baške Oštarije hágók között mintegy 24 km hosszan húzódik, legmagasabb csúcsa a Šatorina (1624 m). Magashegyvidéki része a legszélesebb részén körülbelül 20 kilométer, mely keletebbre, a Lika- és Perušić-mezők felé, egy alacsonyabb, átmeneti dombvonulatként folytatódik.

- A Déli-Velebit a hegységnek az Oštarije és a Mali Alan hágók közötti része. Körülbelül 45 kilométer hosszú, a legszűkebb részén pedig csak 10 kilométer széles. Itt vannak a legmagasabb Velebit-csúcsok, amelyek közül a legmagasabb a Vaganski vrh (1757 m), amelyet Sveto brdo követ (1751 m).

- A hegység délkeleti része a Veliki Alan hágótól indul és a Zrmanja folyó forrásánál ér véget. Körülbelül 40 km hosszú. A Velebit ezen részének legmagasabb csúcsa a Crnopac (1402 m).

A múltban Velebit csak északi és déli részekre oszlott, és a két terület határa az akkor nagyon fontos Oštarija-hágó volt (Baška Oštarije).

## Növényvilág
A Velebit Délkelet-Európának a növényvilág tekintetében egyik leggazdagabb hegysége, több mint 2600 vadon élő növényfajjal. A szeles dalmáciai Biokovo mellett a part menti Dinaridák között a Velebit parti lejtőinek és mindenekelőtt az Északi-Velebit alatti területnek a különleges eolikus növényzete a legkiterjedtebb és legváltozatosabb. A fitocönológiai sokféleség különösen jellemző a Biluća-Rajinci (1699 m) és a Starigrad-Gromovača (1675 m) magasparti profiljain, amelyek (az Orjen-Konavli profiltól eltekintve) Horvátországban a leggazdagabb növényprofilok. A Velebit belső oldalán a szeles karsztterületek közösségei többnyire a legfelsőbb kitett övezetekre korlátozódnak. Az ottani növényzet is dúsabb és zöldebb megjelenésű, de a kevesebb növényféle miatt egységesebb. A hideg és száraz bóra kedvezőtlen kombinációja miatt a keleti gyertyános övezet és a kapcsolódó gyepterületek Észak-Velebit alatt többnyire hiányoznak az egész Klada-Klenovica partvidékről. Helyükbe ostrya és kocsányos tölgy lép, amelyek hasonlóan a többi szeles parthoz itt közvetlen kapcsolatban vannak. A leghíresebb endemikus növényfaj a keresztesek családjából származó Velebiti degenia (Degenia velebitica, mely az 50 lipás érme hátoldalán látható), amelyet először Degen Árpád magyar botanikus írt le és róla nevezték el.

## Állatvilág
A hegység területén 82 nappali lepkefajtát és 212 madárfajtát számoltak össze. A madarak közül említésre méltó a csuszka, a kék kövirigó, a karvaly, és a vörösbegy. A mérgeskígyó-fajták közül a homoki vipera a leggyakoribb. A nagyvadak közül megtalálható az őz, a szarvas, a zerge, a vaddisznó, a barnamedve, a farkas és a hiúz.

## Nemzeti parkok
Ma a Velebit egésze természeti park, melyen belül két nemzeti park található: a Paklenica és az Észak-Velebit (Sjeverni Velebit). 
A Paklenica Nemzeti Parkot 1949. október 19-én alapították. A rendelet kihirdetésekor néhány hónappal a Plitvicei Nemzeti Park után a Paklenica lett Horvátország második nemzeti parkja.  A Paklenica NP alapvető jelenségei az erdők és a park geomorfológiai jellegzetességei. A Paklenicában kifejezetten gazdag erdei közösségek találhatók. Különleges helyet foglalnak el a feketefenyőerdők, amelyeknek gyantáját (paklini) a múltban kinyerték és amelyről a Paklenica is a nevét kapta, valamint a bükkösök és a havasi törpefenyők. A horvát Pljeskarica (Arenaria orbicularis) nevű és más növényi és állatritkaságok endemikus növényének élőhelye, tele karsztformákkal. A geomorfológiai jellemzők közül a legérdekesebbek és a legimpozánsabbak a Mala Paklenica és a Velika Paklenica szurdokok, amelyek mélyen a Velebit belsejébe vágnak. A különböző nagyságú barlangok közül a legszebbet, a Manita pećet a turisták is megtekinthetik. A sok forrás közül a legnagyobb az 1200 m tengerszint feletti Ivine vodice nevű. ezen kívül több festői patakvölgy is található itt. A Paklenicát évente több mint százezer látogató keresi fel, a leghűségesebb látogatók pedig a hegymászók, akik tavasztól őszig láthatók a Paklenica szikláin, különösen a legnagyobb horvát sziklán, az Anića kuku-n (712 m). Az NP Paklenica területe 96 km2. A legmagasabb csúcsok Veli Golić (1758 m) és a Sveto brdo (1753 m).
Az Észak-Velebit Nemzeti Parkot 1999. június 9-én nyilvánították nemzeti parkká. Ennek a természeti egységnek jellegzetességei a karsztformák, valamint a növény- és állatvilág sokfélesége. A parkon belül találhatók a Hajdučki és Rožanski Kukovi rezervátum, valamint majd a Lukina jama – a világ egyik legmélyebb karsztbarlangja, melyet 1999-ben fedeztek fel). Itt található még a „Visibaba” botanikai rezervátum endemikus horvát szibreával (Sibiraea croatica), a Zavižan – Balinovac – Velika kosa botanikai rezervátum és Velebit Botanikus Kert. A parkot számos túraútvonal keresztezi, amelyek közül a leghíresebb a Premužić túravonal.
- Kuk Stapina
- Krupa
- Vaganski Vrh
- Saranova jama
- Déli-Velebit
- Stap
- Stapina
- Forrás
- Zavižan
- Sveti Rok
- Zavižan

## Fordítás
Ez a szócikk részben vagy egészben a Velebit című angol Wikipédia-szócikk ezen változatának fordításán alapul.  Az eredeti cikk szerkesztőit annak laptörténete sorolja fel. Ez a jelzés csupán a megfogalmazás eredetét és a szerzői jogokat jelzi, nem szolgál a cikkben szereplő információk forrásmegjelöléseként.